# Шевчук, Нина Викторовна
Ни́на Ви́кторовна Шевчу́к (до замужества — Штански, рум. Nina Ștanschi, Нина Штански; род. 10 апреля 1977, Тирасполь, Молдавская ССР, СССР) — государственный, политический и общественный деятель Приднестровской Молдавской Республики. Специальный представитель Президента Приднестровской Молдавской Республики по переговорному процессу с 30 декабря 2011 по 14 сентября 2015. Министр иностранных дел Приднестровской Молдавской Республики с 24 января 2012 по 14 сентября 2015 (и. о. 17—24 января 2012). Заместитель Председателя Правительства Приднестровской Молдавской Республики по вопросам международного сотрудничества с 6 ноября 2012 по 10 июля 2013.
Первая леди Приднестровья (до истечения президентского срока Евгения Шевчука в 2016). Кандидат политических наук (2012). Заслуженный сотрудник дипломатической службы Приднестровской Молдавской Республики (2012). Чрезвычайный и полномочный посол.

## Биография
Родилась 10 апреля 1977 в городе Тирасполе Молдавской ССР.

### Образование
Окончила юридический факультет Приднестровского государственного университета имени Т. Г. Шевченко.
24 декабря 2012 в МГИМО, где обучалась на кафедре мировых политических процессов, защитила диссертацию на соискание учёной степени кандидата политических наук по теме «Проблемы урегулирования конфликта в Приднестровье/Молдове: международные аспекты» (научные руководители — профессор Марина Михайловна Лебедева, доцент С. С. Веселовский).

### Трудовая деятельность
С 2002 по 2009 — работала в аппарате Верховного совета Приднестровской Молдавской Республики: ведущий специалист аппарата Верховного совета, помощник Председателя Верховного Совета, советник Председателя Верховного Совета по политическим вопросам.
С 2009 по 2011 — занималась общественной и преподавательской деятельностью, являлась советником Евгения Шевчука — на тот момент депутата Верховного совета ПМР и председателя общественного движения «Возрождение». Преподавала в Институте истории, государства и права Приднестровского государственного университета имени Т. Г. Шевченко и Тираспольском межрегиональном университете.
С 30 декабря 2011 по 14 сентября 2015 — специальный представитель Президента Приднестровской Молдавской Республики по переговорному процессу, взаимодействию с дипломатическими представительствами, международными организациями. Назначена после вступления в должность Президента Приднестровской Молдавской Республики Евгения Шевчука.
С 24 января 2012 по 14 сентября 2015 — министр иностранных дел Приднестровской Молдавской Республики.
С 6 ноября 2012 по 10 июля 2013 — заместитель Председателя Правительства Приднестровской Молдавской Республики по вопросам международного сотрудничества — министр иностранных дел Приднестровской Молдавской Республики. Являлась членом Совета Безопасности при Президенте Приднестровской Молдавской Республики.
В сентябре 2015 состоялось бракосочетание с Евгением Шевчуком, а в январе 2016 — рождение дочки, что стало условием невозможности дальнейшего пребывания в прежней должности и ухода в декретный отпуск.
С 31 августа 2016 по 2018 — проректор по международному сотрудничеству Приднестровского государственного университета имени Т. Г. Шевченко.
С декабря 2018 по ? — доцент кафедры международных отношений, ведущий научный сотрудник, заместитель декана Факультета международных отношений и политических исследований Северо-Западного института управления Российской академии народного хозяйства и государственной службы при Президенте Российской Федерации.

### В социальных сетях
Ведет свои страницы в социальных сетях Facebook, Одноклассники и Twitter. Никогда не имела личного дневника в «Живом Журнале».

## Публикации

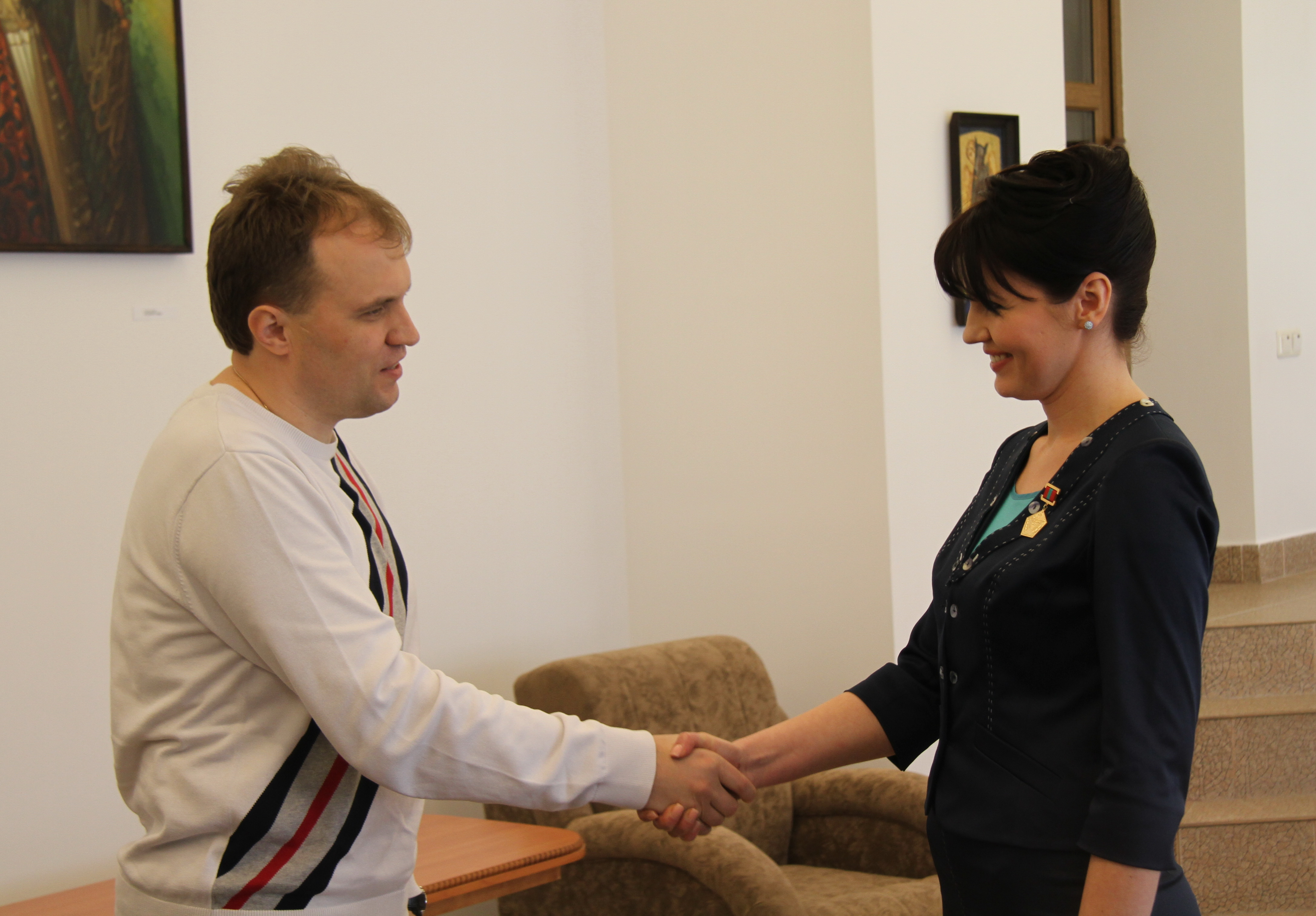
Президент ПМР Евгений Шевчук вручает нагрудный знак «Заслуженный сотрудник дипломатической службы»

Автор более десяти научных публикаций в российских, приднестровских научных изданиях по теме урегулирования приднестровско-молдавских отношений.

## Семья
- Супруг — экс-Президент Приднестровской Молдавской Республики Евгений Шевчук[15].
- Дочь — Яна Штански (от первого брака).
- Дочь — Софья Шевчук (16.01.2016)[16].
- Брат — Николай Штански.

## Дипломатический ранг
- Чрезвычайный и полномочный посол (26 января 2012)[17]

## Награды
Награды Приднестровской Молдавской Республики:
- Медаль «За отличие в труде»
- Заслуженный сотрудник дипломатической службы Приднестровской Молдавской Республики (2012)[18]
- Лауреат государственного конкурса Приднестровской Молдавской Республики «Человек года-2012» в номинации «Государственный деятель»[19]
- Юбилейная медаль «25 лет Приднестровской Молдавской Республике»[20]

Награды иностранных государств:
- Медаль Министерства иностранных дел Республики Абхазия «За заслуги» (2013)[21]
- Орден Дружбы (Южная Осетия) (2013)[22]

Партийные награды:
- Медаль «70 лет Победы в Великой Отечественной войне» (СКП-КПСС, 2015)[23]